# Aratrum terrae
El término aratrum terræ, en las leyes antiguas, significaban la cantidad de tierra que se puede arar con un solo arado—Hoc manerium est 30 aratrorum.
Aratura terræ fue un servicio de servidumbre, donde el siervo realizaba tal trabajo a su señor, arando su campo.